# Saison 2018-2019 du Stade Malherbe Caen
Maillots
Chronologie
Saison précédente Saison suivante
La saison 2018-2019 du Stade Malherbe de Caen, club de football français, voit le club évoluer en Ligue 1. C'est la 18e saison du club normand à ce niveau.
Malherbe sort une nouvelle fois d'une saison chaotique avec un maintien de nouveau obtenu lors de la dernière journée face au Paris Saint-Germain. En coulisses, le club est décimé. Le conseil de surveillance pousse Jean-François Fortin vers la sortie. L’entraîneur Patrice Garande quitte le club. Le staff, le directeur du centre de formation, la plupart des éducateurs ainsi qu'un tiers de l'effectif professionnel sont en fin de contrat. Gilles Sergent, le nouveau président du directoire, doit tout reconstruire.
La saison est extrêmement pénible de bout en bout. Malherbe ne trouve pas d'identité de jeu et l'animation offensive est quasi inexistante (29 buts marqués au total). Malgré le renfort de Rolland Courbis pour épauler Mercadal fin février et un sursaut au début du printemps, les Caennais terminent le championnat avec seulement 33 points. Comme il y a dix ans, Malherbe termine sur une relégation tragique à la suite d'une défaite à domicile contre Bordeaux, qui était pourtant sur une série de six défaites consécutives. Caen termine 19e et retourne en Ligue 2 après cinq ans dans l'élite.

## Historique

### Avant-saison

#### Nouvel entraîneur et nouveau staff
Pour la première fois depuis seize ans, Malherbe n'a plus d’entraîneur. Le 21 mai, lors de la présentation du projet «2018-2023», le nouveau président du SMC Gilles Sergent précise le profil recherché : «  un entraîneur expérimenté, dans le respect des valeurs du club, parlant anglais, qui aura la volonté de travailler avec la formation  ». De nombreux noms circulent. Hubert Fournier est longtemps favori, et les contacts sont engagés. Mais le technicien est sous contrat à la FFF en tant que  directeur technique national, et Noël Le Graët fait barrage aux négociations. Le 28 mai, Sergent annonce que les discussions sont définitivement rompues.
Les dirigeants rencontrent au total six entraîneurs, dont Olivier Pantaloni, Willy Sagnol et Franck Passi. Le 8 juin, le choix est officialisé : le technicien du Paris FC Fabien Mercadal devient le nouvel entraîneur du Stade Malherbe. Le président Gilles Sergent souligne particulièrement ses qualités de charisme, de meneur d'hommes ainsi que la dynamique ascensionnelle de sa carrière. Mercadal sort en effet d'une excellente saison avec le Paris FC en Ligue 2. À l'origine candidat à la descente en National, le club bataille pour l'accession en Ligue 1 pour finalement terminer à une inattendue 8e place.
Le 15 juin, le nouveau staff au complet est officialisé. Michel Audrain, passé par Rennes, Lyon et Lorient, devient le nouvel entraîneur adjoint. Christophe Manouvrier, ancien préparateur physique de l'OM, remplace Jean-Marc Branger, qui reste cependant au club pour prendre en charge le nouveau « pôle de performance ». Enfin, le corse Hervé Sekli devient le nouvel entraîneur des gardiens en lieu et place de Frédéric Petereyns, qui s'en va.

#### Mercato estival

##### Arrivées
Avant-même l'ouverture du mercato, Enzo Crivelli, prêté par Angers depuis six mois, s'engage au SMC pour une durée de trois ans, à la faveur d'une option d'achat levée automatiquement en cas de maintien.
Le 27 juin, le club recrute un gardien de but, Erwin Zelazny, en provenance de Troyes. Arrivé comme « numéro 1 bis », il est le nouveau concurrent de Brice Samba pour le poste de titulaire.
Le premier renfort offensif est officialisé le 4 juillet. Le tchadien Casimir Ninga, attaquant du Montpellier HSC, signe pour quatre ans. Malherbe tient ensuite son premier renfort majeur au milieu de terrain. Le 12 juillet, Prince Oniangué, déjà passé par le SMC durant sa jeunesse, signe pour quatre années en provenance de Wolverhampton. 
À la recherche d'une doublure à Frédéric Guilbert au poste d'arrière-droit, le club jette son dévolu sur Jonathan Gradit. Âgé de 25 ans, le défenseur tourangeau a joué 138 matchs de L2 dans son ancien club.
Le 24 juillet, l'attaquant polyvalent Yacine Bammou, en provenance de Nantes, rejoint à son tour le SMC pour quatre ans.
Début août, les dirigeants annoncent vouloir encore l'arrivée d'un défenseur central et d'un milieu relayeur. Ce dernier profil est trouvé en la personne de Fayçal Fajr, qui fait son retour au club après quatre années en première division espagnole. Le 3 août, Il s'engage pour trois ans.
Le club met énormément de temps à trouver le remplaçant de Damien Da Silva. Fin juillet, l’international américain Matt Miazga est tout proche de signer, mais file à la dernière minute à Nantes après un appel téléphonique de Waldemar Kita. Ce dernier lui parle en polonais, la deuxième langue natale du joueur, et le convainc de changer d'avis.
Finalement, le 16 août, le club trouve son défenseur central en la personne de Paul Baysse, prêté pour la saison sans option d'achat par les Girondins de Bordeaux.
Dans les derniers jours du mercato, Fabien Mercadal déclare vouloir encore deux renforts offensifs pouvant apporter de la percussion, notamment dans les couloirs. Le 30 août, un accord est trouvé avec le Celta Vigo et Claudio Beauvue est prêté au SMC avec option d'achat. Le lendemain, quelques heures avant la fermeture du mercato, l'attaquant Saîf-Eddine Khaoui est prêté par l'Olympique de Marseille.

##### Départs
A l'aube de la nouvelle saison, dix joueurs de l'effectif sont en fin de contrat. Rémy Vercoutre, après quatre saisons pleines, annonce sa retraite. Le défenseur Florian Le Joncour, qui n'a pas joué une seule minute sous le maillot caennais en trois ans, retourne à Concarneau. Le gardien remplaçant Matthieu Dreyer trouve lui une porte de sortie à Amiens. Le meneur de jeu Julien Féret, après quatre saisons pleines, souhaite un dernier challenge et s'engage pour une saison avec Auxerre en Ligue 2. Vincent Bessat tente l'aventure exotique à Chypre dans le club de Anorthosis Famagouste.
Le 3 juillet, le buteur Ivan Santini, auteur de 26 buts en championnat en deux saisons, quitte le SMC pour retourner en Belgique. Il s'engage pour trois ans à Anderlecht, après avoir quelques semaines auparavant refusé une prolongation de contrat.
Les dirigeants tentent de garder à tout prix Damien Da Silva, mais le défenseur refuse deux offres de prolongation de contrat, et s'engage pour deux ans au Stade rennais le 26 juillet.
Le 14 août, après plusieurs semaines de rumeurs, Ronny Rodelin quitte le SMC à un an de la fin de son contrat. Il rejoint l'En Avant Guingamp pour trois ans.
Le jeune milieu Durel Avounou est prêté sans option d'achat à Orléans. Pape Sané, qui ne parvient toujours pas à s'imposer au SMC depuis 2015, est de nouveau prêté en Ligue 2, à Nancy. Valentin Voisin, qui entame sa dernière année de contrat, est lui prêté en National à Dunkerque, tandis que Timo Stavitski est prêté en Croatie dans le club de NK Osijek.
Le 20 septembre, Christian Kouakou résilie à l'amiable son contrat avec le club. Jeff Louis, victime de blessures récurrentes aux genoux, fait de même le 15 novembre.
| Nom                          | Nationalité                      | Transfert (montant)     | Provenance/Destination  | Division           |
| Arrivées                     | Arrivées                         | Arrivées                | Arrivées                | Arrivées           |
| ---------------------------- | -------------------------------- | ----------------------- | ----------------------- | ------------------ |
| Fabien Mercadal (entraîneur) | France                           | Transfert (env. 400 k€) | Paris FC                | Ligue 2            |
| Malik Tchokounté             | France                           | Transfert               | Paris FC                | Ligue 2            |
| Enzo Crivelli                | France                           | Transfert (env. 3 M€)   | Angers SCO              | Ligue 1            |
| Casimir Ninga                | Tchad                            | Transfert (env. 2 M€)   | Montpellier HSC         | Ligue 1            |
| Prince Oniangué              | République du Congo              | Transfert               | Wolverhampton Wanderers | Premier League     |
| Jonathan Gradit              | France                           | Transfert               | Tours FC                | National           |
| Yacine Bammou                | Maroc                            | Transfert (env. 2 M€)   | FC Nantes               | Ligue 1            |
| Fayçal Fajr                  | Maroc                            | Transfert               | Getafe                  | Liga               |
| Paul Baysse                  | France                           | Prêt sans OA            | Bordeaux                | Ligue 1            |
| Claudio Beauvue              | France                           | Prêt avec OA            | Celta Vigo              | Liga               |
| Saîf-Eddine Khaoui           | Tunisie                          | Prêt sans OA            | Olympique de Marseille  | Ligue 1            |
| Erwin Zelazny                | France                           | Libre                   | ESTAC Troyes            | Ligue 2            |
| Jessy Deminguet              | France                           | Premier contrat pro     |                         |                    |
| Issa Marega                  | France                           | Premier contrat pro     |                         |                    |
| Thomas Callens               | France                           | Premier contrat pro     |                         |                    |
| Yoël Armougom                | France                           | Premier contrat pro     |                         |                    |
| Départs                      |                                  |                         |                         |                    |
| Patrice Garande (entraîneur) | France                           | Fin de contrat          |                         |                    |
| Ivan Santini                 | Croatie                          | Transfert (env. 2 M€)   | RSC Anderlecht          | Jupiler Pro League |
| Ronny Rodelin                | France                           | Transfert (env. 2,5 M€) | EA Guingamp             | Ligue 1            |
| Durel Avounou                | République du Congo              | Prêt                    | US Orléans              | Ligue 2            |
| Youssef Aït Bennasser        | Maroc                            | Retour de prêt          | AS Monaco               | Ligue 1            |
| Pape Sané                    | Sénégal                          | Prêt                    | AS Nancy-Lorraine       | Ligue 2            |
| Valentin Voisin              | France                           | Prêt                    | USL Dunkerque           | National           |
| Timo Stavitski               | Finlande                         | Prêt                    | NK Osijek               | Prva Liga          |
| Rémy Vercoutre               | France                           | Fin de contrat          | Retraite                |                    |
| Damien Da Silva              | France                           | Fin de contrat          | Stade rennais           | Ligue 1            |
| Julien Féret                 | France                           | Fin de contrat          | AJ Auxerre              | Ligue 2            |
| Vincent Bessat               | France                           | Fin de contrat          | Anorthosis Famagouste   | Division 1         |
| Jordan Leborgne              | France                           | Fin de contrat          |                         |                    |
| Florian Le Joncour           | France                           | Fin de contrat          | US Concarneau           | National           |
| Hervé Bazile                 | France                           | Fin de contrat          | Le Havre AC             | Ligue 2            |
| Jordan Nkololo               | République démocratique du Congo | Fin de contrat          | FC Hermannstadt         | Liga 1             |
| Matthieu Dreyer              | France                           | Fin de contrat          | Amiens SC               | Ligue 1            |
| Christian Kouakou            | Côte d'Ivoire                    | Contrat résilié         |                         |                    |
| Jeff Louis                   | Haïti                            | Contrat résilié         |                         |                    |

### Récit de la phase aller
Le calendrier n'est pas tendre avec le SM Caen qui commence d'entrée contre le Paris Saint Germain au Parc des Princes. En l'absence notamment de Kylian Mbappé et Edinson Cavani, les Parisiens l'emportent malgré tout 3-0, profitant de deux erreurs individuelles de Brice Samba. La semaine suivante, les Caennais obtiennent à domicile un bon match nul contre l'OGC Nice grâce à Yacine Bammou sur penalty (1-1). Le scénario se répète lors du match suivant. À Nantes, les Caennais ouvrent le score par Enzo Crivelli puis subissent les assauts des Canaris en seconde période. Ces derniers égalisent finalement sur penalty à la suite d'une faute de Paul Baysse qui est par la même occasion exclu après un second carton jaune.
Malherbe obtient sa première victoire la semaine suivante à Dijon. Avec un nouveau but de Crivelli puis de Claudio Beauvue rentré en fin de match, les Caennais obtiennent leur première victoire en championnat depuis six mois. Le SMC conclut son premier mois de compétition avec cinq points, un bilan satisfaisant au vu du calendrier (trois déplacements en quatre matchs dont celui face au PSG).
Le mois de septembre des Malherbistes est à la fois empreint de satisfaction et de frustration. Les Caennais réalisent deux bons matchs nuls à domicile, contre Lyon (2-2) et contre Montpellier (2-2), tout en laissant échapper de peu la victoire à la suite de décisions arbitrales controversées ou des erreurs individuelles. Malherbe tient cependant sa première victoire à d'Ornano depuis six mois face à Amiens (1-0).
L'arrivée de l'automne coïncide cependant avec l'arrivée d'une longue période de disette. Malherbe ne gagne pas un match entre la 9e et 18e journée. Le niveau de jeu est en berne, le moral des joueurs parait entamé. Il faut attendre le 9 décembre et le déplacement à Strasbourg pour retrouver une certaine efficacité offensive (2-2). Le SMC arrache la semaine suivante la victoire contre Toulouse à la dernière seconde sur penalty (2-1). Les Caennais terminent enfin leur phase aller sur un match nul (2-2) à Reims.
Avec dix-huit points glanés en dix-neuf rencontres, le SM Caen est sur les bases d'un parcours de relégable, mais profite de la très faible forme de ses concurrents en se classant 16e.

### Mercato d'hiver
Dès la fin d'année 2018, le président Gilles Sergent ainsi que Fabien Mercadal admettent que l'équipe a besoin de renforts. L’entraîneur et les dirigeants visent deux profils de joueurs : « un excentré côté droit capable de dribbler et un milieu défensif athlétique pouvant dépanner en charnière centrale ».
Le 4 janvier, le jeune milieu Aly Ndom est prêté pour six mois avec option d'achat obligatoire en cas de maintien, mais le joueur se blesse sérieusement dès son arrivée, et ne jouera pratiquement pas de la seconde moitié de saison.
Le club peine en revanche à trouver l'attaquant de couloir souhaité. Gilles Sergent confirme la piste Nicolas Benezet. Le joueur est « motivé » pour venir et les tractations durent jusqu'au 31 janvier au soir, mais Guingamp, aussi à la lutte pour le maintien, ne souhaite pas le céder à un concurrent.
Dans les dernières heures du mercato, Frédéric Guilbert est vendu à Aston Villa, où il s'engage pour quatre ans et demi. Il est cependant prêté dans la foulée au SMC jusqu'à la fin de saison. 
Le mercato s'achève sur un échec important : le renfort escompté n'est pas arrivé.
| Nom               | Nationalité | Transfert (montant)    | Provenance/Destination | Division           |
| Arrivées          | Arrivées    | Arrivées               | Arrivées               | Arrivées           |
| ----------------- | ----------- | ---------------------- | ---------------------- | ------------------ |
| Aly Ndom          | France      | Prêt avec OA           | Stade de Reims         | Ligue 1            |
| Frédéric Guilbert | France      | Prêt                   | Aston Villa            | EFL Championship   |
| Départs           |             |                        |                        |                    |
| Frédéric Guilbert | France      | Transfert (env. 6,5M€) | Aston Villa            | EFL Championship   |
| Stef Peeters      | Belgique    | Prêt avec OA           | Zulte-Waregem          | Jupiler Pro League |
| Issa Marega       | France      | Contrat résilié        |                        |                    |

### Récit de la phase retour

#### Malherbe plonge au classement
Le club caennais démarre la phase retour en s'imposant en 32e de finale de Coupe de France contre le Red Star. Mais le retour à la réalité du championnat est tout autre, le club va ainsi entamer une série catastrophique de dix matchs sans victoires dont huit défaites contre Lille, Marseille, Montpellier, Amiens, Nantes, Paris, Rennes puis Saint-Étienne. Au soir de la 29e journée, le club est dernier du championnat avec 20 points. La relégation parait quasi-inévitable.
Dans ce parcours cauchemardesque, une éclaircie a lieu en Coupe de France avec la victoire 6-0 contre le petit poucet Viry-Châtillon (DH) en 16e de finale puis contre le SC Bastia (N3) en 8e de finale. Le club est éliminé en quart de finale au Groupama Stadium par l'Olympique lyonnais (3-1).

#### Rolland Courbis appelé en renfort
Le 21 février, le SMC officialise l'arrivée de Rolland Courbis dans le but d'épauler l’entraîneur Fabien Mercadal. Son rôle au sein du staff est peu clair. D'abord annoncé comme « consultant », puis « prenant les décisions conjointement avec Mercadal », Courbis alterne les conférences de presse avec l’entraîneur, ce qui créé une certaine confusion dans les médias. Malherbe entretient un flou artistique et la communication du club dérape. Le 29 mars, Rolland Courbis se présente en conférence de presse d'avant-match et annonce qu'il est le patron de l'équipe, déclarant qu'il est « celui qui décide jusqu'à la 38e journée ». Quelques heures plus tard, le club réagit via un communiqué, contredisant les paroles tenues par l'ancien entraîneur de l'OM, et déclare que « Fabien Mercadal demeure l’entraîneur du SMC » et que ce dernier prend les décisions de manière collégiale avec Courbis.

#### La bataille pour la place de barragiste
Dans ce climat instable, Les Caennais arrivent à Monaco le 31 mars avec une nouvelle mission pour la fin de saison. Si le nombre de points des Malherbistes est famélique, c'est aussi le cas de deux clubs concurrents : Dijon et Guingamp. Un mini-championnat à trois équipes se dessine, avec comme objectif pour chacune de terminer à la 18e place finale et ainsi décrocher les barrages.
Contre toute attente, le SMC l'emporte face aux monégasques (0-1) grâce notamment à son gardien Brice Samba, auteur de multiples arrêts en seconde période. Malherbe ne confirme cependant pas sur les deux matchs suivants, s’inclinant à Nîmes (2-0) puis à domicile contre Angers (0-1).
Les joueurs caennais créent cependant à nouveau la surprise le 20 avril sur la pelouse de Nice (0-1). Comme à Monaco, Malherbe inscrit un but sur sa véritable seule occasion, puis tient bon en défense. Brice Samba réalise à nouveau un match décisif, notamment en arrêtant un penalty en première période.
Le match suivant à domicile contre Dijon, 18e, apparaît comme une première finale. La victoire est impérative pour rester au contact de la place de barragiste. Les joueurs caennais se procurent toujours aussi peu d'occasion mais la défense est au rendez-vous et Fayçal Fajr, voulant centrer au deuxième poteau, marque involontairement l'unique but de la rencontre (1-0).
Malherbe enchaîne avec une autre confrontation directe contre Guingamp, dernier du classement. Les dirigeants décident pour ce match d'offrir le déplacement aux supporters rouges et bleus. Le samedi 4 mai, douze bus prennent ainsi la direction de la Bretagne pour soutenir les Malherbistes. Dans ce match à ne pas perdre, les joueurs caennais contiennent les timides assauts des guingampais, sans pour autant se procurer d'occasion. Le match nul (0-0) est bonifié le lendemain grâce à la défaite de Dijon à Nantes.
Puis, lors de la 36e journée, les Caennais reçoivent le Stade de Reims et s'impose 3-2. Cette rencontre reste comme l'une des meilleures de Malherbe cette saison. D'autre part, lors de cette même journée de championnat, Guingamp fait un match nul 1-1 dans le derby breton contre Rennes. Guingamp est donc officiellement relégué. Enfin, la défaite de Monaco 1-0 à Nîmes permet à Malherbe de revenir à égalité avec ces derniers et d'espérer un maintien direct dans l'élite.

#### La chute en Ligue 2
Lors de la 37e journée, les Caennais se déplacent à Lyon qui joue une qualification en Ligue des Champions. Les Malherbistes font jeu égal en première période mais craquent en deuxième mi-temps et s'inclinent lourdement (4-0).
Vient l'ultime journée de cette saison éprouvante pour le club. Le SMC accueille Bordeaux qui vient d'enchaîner six défaites d'affilée. Tous les scénarios sont possibles : le maintien direct, la place de barragiste ou la relégation. Malheureusement, le pire se réalise avec la défaite de Caen (0-1), la victoire d'Amiens (2-1) contre Guingamp ainsi que la victoire de Dijon face à Toulouse (2-1). Relégué en Ligue 2, le club doit encore se reconstruire. Le départ de Fabien Mercadal est acté dès le lendemain de la défaite. Celui de Rolland Courbis deux jours plus tard.

## Joueurs et club

### Staff technique
Le staff de l'équipe professionnelle est entièrement nouveau, à l'exception de Jean-Marc Branger, qui a prolongé avec le club. L'entraineur Fabien Mercadal signe un contrat de trois ans, comme le reste du staff : Michel Audrain est nommé entraîneur-adjoint, Christophe Manouvrier est le nouveau préparateur physique tandis que Hervé Sekli est le nouvel entraîneur des gardiens en lieu et place de Frédéric Petereyns.
En novembre 2018, l’entraîneur de la réserve Fabrice Vandeputte est promu en équipe première pour devenir deuxième adjoint de Fabien Mercadal aux côtés de Michel Audrain.
En février 2019, alors que l'équipe sombre en championnat, le poste de Fabien Mercadal parait menacé. Cependant, à la surprise générale, le président Gilles Sergent nomme Rolland Courbis co-entraîneur du Stade Malherbe jusqu'à la fin de saison. Mercadal partira après la fin tragique de la saison.

### Sponsors et équipementier
L'équipementier Umbro, via son distributeur français Groupe Royer, entame sa troisième et dernière année de contrat avec le SM Caen. Le maillot domicile est présenté aux spectateurs du Stade Michel-d'Ornano le 19 mai 2018, à l'issue du dernier match de la saison précédente.
Le départ du club de Jean-François Fortin marque la fin du partenariat avec Campagne de France. En quête de nouveaux sponsors maillot, les dirigeants trouvent un accord avec Isigny-Sainte-Mère, qui fait son grand retour, ainsi que son partenaire, Biostime, qui devient ainsi le premier sponsor chinois de l'histoire du SMC. Les deux marques apparaissent sur le maillot domicile.
Concernant le maillot extérieur, Intersport devient le principal sponsor, tandis que le logo de McDonald's est visible sur le short.

## Les rencontres de la saison

### Championnat de Ligue 1
Le championnat débute le 11 août 2018 et se termine le 25 mai 2019.
| Date                       | Journée | Heure | Adversaire             | Lieu | Résultat | Buteurs pour le SM Caen           | Points | Class. | Affluence | Averti                                    | Carton rouge  |
| -------------------------- | ------- | ----- | ---------------------- | ---- | -------- | --------------------------------- | ------ | ------ | --------- | ----------------------------------------- | ------------- |
| Dimanche 12 août 2018      | 1       | 21h00 | Paris Saint-Germain    | Ext. | 3 - 0    |                                   | 0      | 19e    | 47 289    |                                           |               |
| Samedi 18 août 2018        | 2       | 20h00 | OGC Nice               | Dom. | 1 - 1    | Bammou 52e (pen.)                 | 1      | 15e    | 16 132    | Bammou, Imorou                            |               |
| Samedi 25 août 2018        | 3       | 20h00 | FC Nantes              | Ext. | 1 - 1    | Crivelli 37e                      | 2      | 16e    | 19 674    | Baysse, Djiku                             | Baysse        |
| Samedi 1er septembre 2018  | 4       | 20h00 | Dijon FCO              | Ext. | 0 - 2    | Crivelli 21e, Beauvue 90+4e       | 5      | 12e    | 13 382    | Djiku, Samba, Beauvue                     |               |
| Samedi 15 septembre 2018   | 5       | 17h00 | Olympique Lyonnais     | Dom. | 2 - 2    | Beauvue 52e (pen.), Oniangué 73e  | 6      | 13e    | 17 676    | Fajr                                      | Djiku, Sankoh |
| Samedi 22 septembre 2018   | 6       | 20h00 | AS Saint-Etienne       | Ext. | 2 - 1    | Fajr 31e                          | 6      | 17e    | 23 895    | Guilbert, Diomandé, Mbengue               |               |
| Mercredi 26 septembre 2018 | 7       | 19h00 | Montpellier HSC        | Dom. | 2 - 2    | Khaoui 10e, Bammou 64e            | 7      | 16e    | 14 402    | Ninga, Fajr                               |               |
| Samedi 29 septembre 2018   | 8       | 20h00 | Amiens SC              | Dom. | 1 - 0    | Ninga 40e (pen.)                  | 10     | 10e    | 15 007    | Fajr, Crivelli                            |               |
| Dimanche 7 octobre 2018    | 9       | 17h00 | Olympique de Marseille | Ext. | 2 - 0    |                                   | 10     | 15e    | 55 935    | Crivelli, Ninga, Guilbert, Baysse         |               |
| Samedi 20 octobre 2018     | 10      | 20h00 | EA Guingamp            | Dom. | 0 - 0    |                                   | 11     | 12e    | 16 009    |                                           |               |
| Samedi 27 octobre 2018     | 11      | 20h00 | LOSC                   | Ext. | 1 - 0    |                                   | 11     | 15e    | 33 362    | Imorou, Oniangué                          |               |
| Samedi 3 novembre 2018     | 12      | 20h00 | Stade rennais          | Dom. | 1 - 2    | Crivelli 90e                      | 11     | 16e    | 17 284    | Guilbert, Mbengue                         |               |
| Dimanche 11 novembre 2018  | 13      | 15h00 | Girondins de Bordeaux  | Ext. | 0 - 0    |                                   | 12     | 17e    | 15 352    | Sankoh, Mbengue, Guilbert                 |               |
| Samedi 24 novembre 2018    | 14      | 20h00 | AS Monaco FC           | Dom. | 0 - 1    |                                   | 12     | 17e    | 15 013    | Ninga, Baysse                             |               |
| Samedi 1er décembre 2018   | 15      | 20h00 | Angers SCO             | Ext. | 1 - 1    | Beauvue 62e                       | 13     | 16e    | 8 523     | Diomandé, Fajr                            |               |
| Mercredi 5 décembre 2018   | 16      | 19h00 | Nîmes Olympique        | Dom. | 1 - 2    | Oniangué 90e                      | 13     | 17e    | 14 501    | Djiku                                     |               |
| Dimanche 9 décembre 2018   | 17      | 15h00 | RC Strasbourg          | Ext. | 2 - 2    | Fajr 22e, Khaoui 80e              | 14     | 18e    | 25 048    | Zahary                                    |               |
| Mardi 18 décembre 2018     | 18      | 19h30 | Toulouse FC            | Dom. | 2 - 1    | Khaoui 18e, Fajr 90+9e            | 17     | 16e    | 13 989    | Armougom, Crivelli                        |               |
| Samedi 22 décembre 2018    | 19      | 21h00 | Stade de Reims         | Ext. | 2 - 2    | Ninga 28e, Crivelli 45e           | 18     | 16e    | 11 017    | Guilbert, Armougom, Tchokounté            |               |
| Vendredi 11 janvier 2019   | 20      | 20h00 | LOSC                   | Dom. | 1 - 3    | Ninga 90+5e                       | 18     | 16e    | 16 018    | Crivelli, Diomandé, Guilbert              |               |
| Dimanche 20 janvier 2019   | 21      | 17h00 | Olympique de Marseille | Dom. | 0 - 1    |                                   | 18     | 16e    | 19 607    | Crivelli, Ninga, Guilbert, Bammou, Sankoh | Guilbert      |
| Dimanche 27 janvier 2019   | 22      | 15h00 | Montpellier HSC        | Ext. | 2 - 0    |                                   | 18     | 16e    | 11 001    | Ninga                                     |               |
| Samedi 9 février 2019      | 24      | 20h00 | Amiens SC              | Ext. | 1 - 0    |                                   | 18     | 19e    | 9 373     |                                           |               |
| Mercredi 13 février 2019   | 23      | 19h30 | FC Nantes              | Dom. | 0 - 1    |                                   | 18     | 19e    | 16 627    | Djiku, Guilbert, Armougom,Diomandé        |               |
| Dimanche 17. février 2019  | 25      | 17h00 | RC Strasbourg          | Dom. | 0 - 0    |                                   | 19     | 19e    | 14 290    |                                           |               |
| Dimanche 24 février 2019   | 26      | 15h00 | Toulouse FC            | Ext. | 1 - 1    | Crivelli 45+3e                    | 20     | 18e    | 20 439    | Diomandé, Guilbert                        | Diomandé      |
| Samedi 2 mars 2019         | 27      | 17h00 | Paris Saint-Germain    | Dom. | 1 - 2    | Ninga 56e                         | 20     | 18e    | 20 076    | Crivelli, Ninga                           |               |
| Dimanche 10 mars 2019      | 28      | 17h00 | Stade rennais          | Ext. | 3 - 1    | Ninga 56e                         | 20     | 19e    | 23 676    | Armougom, Fajr, Oniangué                  | Armougom      |
| Samedi 16 mars 2019        | 29      | 20h00 | AS Saint-Etienne       | Dom. | 0 - 5    |                                   | 20     | 20e    | 18 276    |                                           |               |
| Dimanche 31 mars 2019      | 30      | 15h00 | AS Monaco FC           | Ext. | 0 - 1    | Crivelli 23e                      | 23     | 18e    | 7 031     | Ndom, Ninga                               |               |
| Samedi 6 avril 2019        | 31      | 20h00 | Nîmes Olympique        | Ext. | 2 - 0    |                                   | 23     | 18e    | 12 183    | Zahary, Fajr, Deminguet, Djiku            |               |
| Samedi 13 avril 2019       | 32      | 20h00 | Angers SCO             | Dom. | 0 - 1    |                                   | 23     | 20e    | 17 175    | Oniangué, Crivelli, Deminguet, Djiku      |               |
| Samedi 20 avril 2019       | 33      | 20h00 | OGC Nice               | Ext. | 0 - 1    | Djiku 74e                         | 26     | 19e    | 17 092    | Djiku, Ninga, Armougom                    |               |
| Dimanche 28 avril 2019     | 34      | 15h00 | Dijon FCO              | Dom. | 1 - 0    | Fajr 67e                          | 29     | 18e    | 19 004    | Tchokounté                                |               |
| Samedi 4 mai 2019          | 35      | 20h00 | EA Guingamp            | Ext. | 0 - 0    |                                   | 30     | 18e    | 16 879    | Guilbert, Tchokounté, Moussaki, Gradit    |               |
| Samedi 11 mai 2019         | 36      | 20h00 | Stade de Reims         | Dom. | 3 - 2    | Ninga 14e, Fajr 40e, Guilbert 45e | 33     | 18e    | 18 339    | Zahary                                    |               |
| Samedi 18 mai 2019         | 37      | 21h00 | Olympique Lyonnais     | Ext. | 0 - 4    |                                   | 33     | 18e    | 51 408    | Djiku                                     |               |
| Samedi 25 mai 2019         | 38      | 21h00 | Girondins de Bordeaux  | Dom. | 0 - 1    |                                   | 33     | 19e    | 19 355    | Ninga                                     |               |

Classement
| Rang | Équipe                | Pts | J  | G  | N  | P  | Bp | Bc | Diff | Qualification ou relégation            |
| ---- | --------------------- | --- | -- | -- | -- | -- | -- | -- | ---- | -------------------------------------- |
| 14   | Girondins de Bordeaux | 41  | 38 | 10 | 11 | 17 | 34 | 42 | −8   |                                        |
| 15   | Amiens SC             | 38  | 38 | 9  | 11 | 18 | 31 | 52 | −21  |                                        |
| 16   | Toulouse FC           | 38  | 38 | 8  | 14 | 16 | 35 | 57 | −22  |                                        |
| 17   | AS Monaco             | 36  | 38 | 8  | 12 | 18 | 38 | 57 | −19  |                                        |
| 18   | Dijon FCO             | 34  | 38 | 9  | 7  | 22 | 31 | 60 | −29  | Participation au barrage de relégation |
| 19   | SM Caen               | 33  | 38 | 7  | 12 | 19 | 29 | 54 | −25  | Relégation en Ligue 2                  |
| 20   | EA Guingamp           | 27  | 38 | 5  | 12 | 21 | 28 | 68 | −40  | Relégation en Ligue 2                  |

### Coupe de France
Comme les autres clubs de Ligue 1, le SM Caen entre en lice en trente-deuxièmes de finale.
| 1/32e de finale      | (L2) Red Star FC | 0 - 1   | Stade Malherbe Caen (L1) |                                                                                           |                                                                                           |
| 5 janvier 2019 18h00 |                  | (0 - 0) | 81e Bammou               | Stade Bauer, Saint-Ouen Spectateurs : 2 999 Diffuseur : Eurosport Arbitrage : Johan Hamel | Stade Bauer, Saint-Ouen Spectateurs : 2 999 Diffuseur : Eurosport Arbitrage : Johan Hamel |
| 5 janvier 2019 18h00 | Chantôme 54e     | Rapport |                          | Stade Bauer, Saint-Ouen Spectateurs : 2 999 Diffuseur : Eurosport Arbitrage : Johan Hamel | Stade Bauer, Saint-Ouen Spectateurs : 2 999 Diffuseur : Eurosport Arbitrage : Johan Hamel |

| 1/16e de finale       | (R1) ES Viry-Châtillon      | 0 - 6   | Stade Malherbe Caen (L1) | | |
| 23 janvier 2019 18h30 |                             | (0 - 3) | 4e Bammou · 12e (c.f) Khaoui · 29e Khaoui ( Tchokounté) · 79e Tchokounté ( Mbengue) · 87e (c.f) Mbengue · 90e Mouaddib ( Fajr) | Stade Henri Longuet, Viry-Châtillon Spectateurs : 3 000 Diffuseur : Eurosport Arbitrage : Bartolomeu Varela | Stade Henri Longuet, Viry-Châtillon Spectateurs : 3 000 Diffuseur : Eurosport Arbitrage : Bartolomeu Varela |
| 23 janvier 2019 18h30 | Bensaïdi 42e · Marcilla 62e | Rapport | | Stade Henri Longuet, Viry-Châtillon Spectateurs : 3 000 Diffuseur : Eurosport Arbitrage : Bartolomeu Varela | Stade Henri Longuet, Viry-Châtillon Spectateurs : 3 000 Diffuseur : Eurosport Arbitrage : Bartolomeu Varela |

| 1/8e de finale       | (N3) SC Bastia                                | 2 - 2 3 - 5 t. a. b.  | Stade Malherbe Caen (L1)                     | | |
| 5 février 2019 21h00 | ( Cioni) Poggi 70e · ( Vincent) Santelli 117e | (0 - 1, 1 - 1, 1 - 2) | 4e Tchokounté ( Fajr) · 94e Ninga            | Stade Armand-Cesari, Furiani Spectateurs : 10 003 Diffuseur : Eurosport Arbitrage : Benoît Bastien | Stade Armand-Cesari, Furiani Spectateurs : 10 003 Diffuseur : Eurosport Arbitrage : Benoît Bastien |
| 5 février 2019 21h00 | Bocognano 8e · Kifouéti 77e                   | Rapport               | 27e Sankoh · 41e Gradit · 84e Guilbert ·     | Stade Armand-Cesari, Furiani Spectateurs : 10 003 Diffuseur : Eurosport Arbitrage : Benoît Bastien | Stade Armand-Cesari, Furiani Spectateurs : 10 003 Diffuseur : Eurosport Arbitrage : Benoît Bastien |
| 5 février 2019 21h00 | Guibert · Coulibaly · Schur · Kifouéti        | Tirs au but 3 - 5     | Fajr · Djiku · Diomandé · Ninga · Tchokounté | Stade Armand-Cesari, Furiani Spectateurs : 10 003 Diffuseur : Eurosport Arbitrage : Benoît Bastien | Stade Armand-Cesari, Furiani Spectateurs : 10 003 Diffuseur : Eurosport Arbitrage : Benoît Bastien |

| 1/4e de finale        | (L1) Olympique Lyonnais                                  | 3 - 1   | Stade Malherbe Caen (L1)                                         | | |
| 27 février 2019 21h00 | ( Depay) Denayer 26e · ( Tousart) Cornet 49e · Depay 84e | (1 - 0) | 78e Ninga                                                        | Groupama Stadium, Décines-Charpieu Spectateurs : 27 493 Diffuseur : Eurosport Arbitrage : Ruddy Buquet | Groupama Stadium, Décines-Charpieu Spectateurs : 27 493 Diffuseur : Eurosport Arbitrage : Ruddy Buquet |
| 27 février 2019 21h00 | Dembélé 73e · Marcelo 77e                                | Rapport | 13e Mbengue · 40e Gradit · 70e Tchokounté · 82e Djiku · 83e Fajr | Groupama Stadium, Décines-Charpieu Spectateurs : 27 493 Diffuseur : Eurosport Arbitrage : Ruddy Buquet | Groupama Stadium, Décines-Charpieu Spectateurs : 27 493 Diffuseur : Eurosport Arbitrage : Ruddy Buquet |

### Coupe de la Ligue
Le SM Caen fait partie des 14 équipes de Ligue 1 qui ne participent à aucune coupe d'Europe.
| 1/16e de finale       | Dijon FCO (L1)         | 3 - 1   | SM Caen (L1)               | Stade Gaston-Gérard, Dijon                                                       |                                                                                  |
| 31 octobre 2018 21h05 | Saïd 4e 79e · Sliti 7e | (2 - 0) | 50e Khaoui                 | Spectateurs : 10 193 Diffuseur : France 3 Régions, Foot+ Arbitrage : Johan Hamel | Spectateurs : 10 193 Diffuseur : France 3 Régions, Foot+ Arbitrage : Johan Hamel |
| 31 octobre 2018 21h05 | Yambéré 58e · Saïd 65e | Rapport | 56e Crivelli · 58e Mbengue | Spectateurs : 10 193 Diffuseur : France 3 Régions, Foot+ Arbitrage : Johan Hamel | Spectateurs : 10 193 Diffuseur : France 3 Régions, Foot+ Arbitrage : Johan Hamel |

## Équipe réserve
L'équipe réserve évolue en National 3, le 5e échelon du football français.

## Statistiques
Mis à jour après la fin de saison.

### Buteurs (toutes compétitions)
| Rang | Joueur             | Ligue 1 | Coupe de France | Coupe de la Ligue | Total |
| ---- | ------------------ | ------- | --------------- | ----------------- | ----- |
| 1    | Casimir Ninga      | 6       | 2               | 0                 | 8     |
| 2    | Enzo Crivelli      | 6       | 0               | 0                 | 6     |
| 2    | Saîf-Eddine Khaoui | 3       | 2               | 1                 | 6     |
| 4    | Fayçal Fajr        | 5       | 0               | 0                 | 5     |
| 5    | Yacine Bammou      | 2       | 2               | 0                 | 4     |
| 6    | Claudio Beauvue    | 3       | 0               | 0                 | 3     |
| 7    | Prince Oniangué    | 2       | 0               | 0                 | 2     |
| 7    | Malik Tchokounté   | 0       | 2               | 0                 | 2     |
| 9    | Adama MBengué      | 0       | 1               | 0                 | 1     |
| 9    | Jad Mouaddib       | 0       | 1               | 0                 | 1     |
| 9    | Frédéric Guilbert  | 1       | 0               | 0                 | 1     |
| 9    | Alexander Djiku    | 1       | 0               | 0                 | 1     |

### Passeurs (toutes compétitions)
| Rang | Joueur             | Ligue 1 | Coupe de France | Coupe de la Ligue | Total |
| ---- | ------------------ | ------- | --------------- | ----------------- | ----- |
| 1    | Fayçal Fajr        | 4       | 2               | 0                 | 6     |
| 2    | Casimir Ninga      | 3       | 0               | 0                 | 3     |
| 3    | Frédéric Guilbert  | 2       | 0               | 0                 | 2     |
| 3    | Malik Tchokounté   | 1       | 1               | 0                 | 2     |
| 5    | Ismaël Diomandé    | 1       | 0               | 0                 | 1     |
| 5    | Yoël Armougom      | 1       | 0               | 0                 | 1     |
| 5    | Saîf-Eddine Khaoui | 1       | 0               | 0                 | 1     |
| 5    | Adama Mbengue      | 0       | 1               | 0                 | 1     |
| 5    | Emmanuel Imorou    | 1       | 0               | 0                 | 1     |